# Der Traumzauberbaum
Der Traumzauberbaum ist eine Geschichtenlieder-Produktion aus dem Jahr 1980 als Hörspiel und Bühnenshow für Kinder von Reinhard Lakomy (Komposition) und Monika Ehrhardt (Texte). Er entstand in Zusammenarbeit mit Angelika Mann (Gesang) und Veronika Fischer (Gesang). Zunächst erschien Der Traumzauberbaum bei Deutsche Schallplatten Berlin, inzwischen ist er zusammen mit zehn anderen Geschichtenlieder-Produktionen bei Europa auf CD erhältlich. Mittlerweile sind 13 CDs erschienen und insgesamt wurden bislang rund vier Millionen Tonträger verkauft.
Die Lieder der Produktionen enthalten jeweils abgeschlossene Geschichten. Diese „Geschichtenlieder“ werden von einer einfachen Rahmenhandlung umgeben. Die Illustrationen der Cover bzw. Booklets schuf Klaus Vonderwerth.
Zum 35-jährigen Jubiläum des Traumzauberbaums war das Reinhard-Lakomy-Ensemble 2014/2015 mit einer Bühnenshow auf Deutschlandtournee.

## Titel
Im Staatsbürgerkunde-Podcast von Martin Fischer erzählte die Texterin Monika Ehrhardt, dass sie schon als Kind die alten Sagen der Edda gelesen habe, in denen der Weltenbaum Yggdrasil den gesamten Kosmos verkörpert. Das habe sie zum Titel Der Traumzauberbaum inspiriert.

## Handlung
Irgendwo hinter der Stadt wächst im Traumzauberwald der Traumzauberbaum, an dem Blätter in allen denkbaren Farben wachsen. In jedem Blatt ist ein Traum versteckt. Im Baum wohnen die beiden Waldgeister „Moosmutzel“ und „Waldwuffel“, deren Aufgabe es ist, mit einer goldenen Stimmgabel die Traumblätter zum Klingen zu bringen, die dann zu den Kindern fliegen. Die beiden haben eine Abneigung gegen Regen, und als der Traumzauberbaum schläft, reißen sie die blauen Traumblätter ab, die die Regenträume enthalten, und werfen sie weg. Doch das erzürnt „Zausel“, den Wolkengeist, sehr. Er sammelt seine Wolken ein, und das Bächlein, das den Traumzauberbaum speist, trocknet aus. Die Traumblätter beginnen zum Entsetzen des Traumzauberbaums zu welken, und bald drohen böse Alpträume die Welt zu beherrschen. Doch Waldwuffel hat glücklicherweise eines der blauen Blätter übersehen, und damit kann der Wolkengeist besänftigt werden. Die Regenwolken und das Bächlein kehren zurück. Nun ist es für die Waldgeister an der Zeit, die goldenen Traumblätter zu putzen, die die besonders schönen Träume enthalten. Auf einem dieser Blätter möchte die „Gute-Nacht-Fee“ zu den Kindern fliegen. Die Waldgeister und der Traumzauberbaum verabschieden sich mit dem Schlusslied Traumreise, womit das Hörspiel nach rund 44 Minuten endet.

## Titelliste
1. Traumzauberbaum
2. Küßchenlied
3. Der Pfannekuchenschreck
4. Der Eierbecher
5. Gespensterduett
6. Liebkoselied
7. Mary Lu
8. Frühlingslied *
9. Ich bin doch kein Schneemann
10. Frosch-Rock’n’Roll
11. Kleine Wolke
12. Lied von der Anstrengung böse zu sein
13. Neidlied
14. Regenlied
15. Wie Riesen niesen
16. Klopsemops *
17. Das Bächlein
18. Mondsilbertaufe
19. Eine kleine Stadt
20. Traumreise[2]

* mit Kindern vom Spatzenchor des Zentralhauses der Jungen Pioniere „German Titow“

## Charts und Chartplatzierungen
| ChartsChartplatzierungen | Höchstplatzierung | Wochen |
| ------------------------ | ----------------- | ------ |
| Deutschland (GfK)        | 90 (1 Wo.)        | 1      |

## Weitere Geschichten vom Traumzauberbaum
Nach dieser Geschichte vom Traumzauberbaum entstanden drei weitere:
- Der Traumzauberbaum 2 – Agga Knack, die wilde Traumlaus
- Der Traumzauberbaum 3 – Rosenhuf, das Hochzeitspferd
- Der Traumzauberbaum 4 – Herr Kellerstaub rettet Weihnachten